# 富山県岩瀬スポーツ公園
富山県岩瀬スポーツ公園（とやまけんいわせスポーツこうえん）は、富山県富山市にある運動公園。1977年10月9日に県民スポーツレクリエーション活動の拠点の1つとして開設され、2000年4月26日に全面完成に伴う記念式典が挙行された。富山県が所有。指定管理者は株式会社富山・スポーツパーク・マネジメント。

## 施設
- サッカー・ラグビー場

天皇杯 JFA 全日本サッカー選手権大会や富山県サッカー選手権大会（兼天皇杯県予選）で使用される他、県域大会、あるいは北陸（北信越）大会規模の球技に幅広く利用されてきた。1994年の全国高等学校総合体育大会サッカー競技大会、2000年とやま国体のサッカー競技の会場として利用。また2000年から2007年までJFLに所属していた北陸電力サッカー部アローズ北陸もこのスタジアムを使用していた。
- 補助競技場
- ソフトボール広場（4面）

全国有数の、外野は4面すべて天然芝である。西側2面は観覧席あり（各300席）。
毎年全国大会で使用されているほか、日本女子ソフトボールリーグの2部リーグの会場のひとつとなっている。
- テニスコート（砂入り人工芝 28面）
- 健康スポーツドーム（砂入り人工芝 2面、屋根の骨組みは木造（富山県産材使用）[4]、1992年7月31日竣工[5]、同年8月1日一般利用開始[4]）
- 児童遊園
- 健康広場・アルペン滑りの丘
- 疎林の広場
- 芝生広場
- 修景広場
- パークセンター

## アクセス
- 富山地方鉄道富山港線蓮町（馬場記念公園前）駅、萩浦小学校前駅またはあいの風とやま鉄道線 東富山駅下車。どちらからも徒歩10-15分程度。
- 富山駅（南口）より富山地鉄バス81系統「県リハビリセンター」行きまたは「済生会病院」行きに乗車、「中田」バス停下車。徒歩5分程度。
- 富山市街より県道30号または県道172号を北上、国道415号沿い。

## 利用マナーと利用制限の問題
2019年、ある国籍のグループがサッカー大会を開いた後、公園内に軽トラック2台分にも及ぶ大量のゴミを放置。似たような状況が前年から続いていたことから、公園側は特定の国籍グループの利用申し込み受付を3カ月にわたり拒絶した。マナーを守らない利用者への対応と国籍を指定した拒絶方法について課題を残すこととなった。